# Srbce
Srbce (en allemand : Sirbitz) est une commune du district de Prostějov, dans la région d'Olomouc, en République tchèque. Sa population s'élevait à 78 habitants en 2023.

## Géographie
Srbce se trouve à 5 km au sud-est de Němčice nad Hanou, à 12 km à l'ouest de Kroměříž, à 21 km au sud-est de Prostějov, à 32,5 km au sud d'Olomouc et à 220 km à l'est-sud-est de Prague.
La commune est limitée par Vitčice au nord et à l'est, par Dřínov au sud et par Pavlovice u Kojetína à l'ouest.

## Histoire
La première mention écrite de la localité date de 1131.

## Galerie

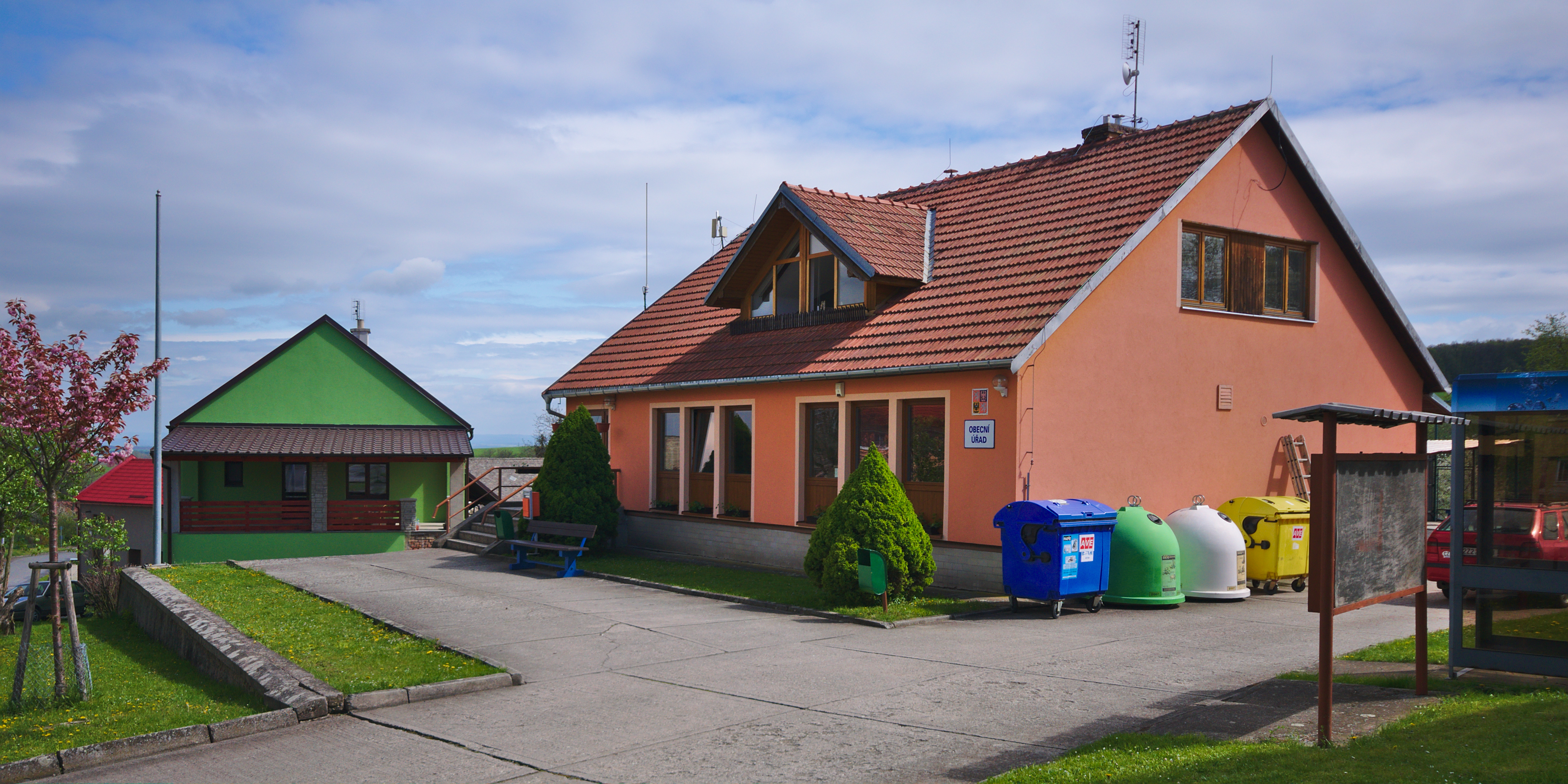
Srbce : la mairie.
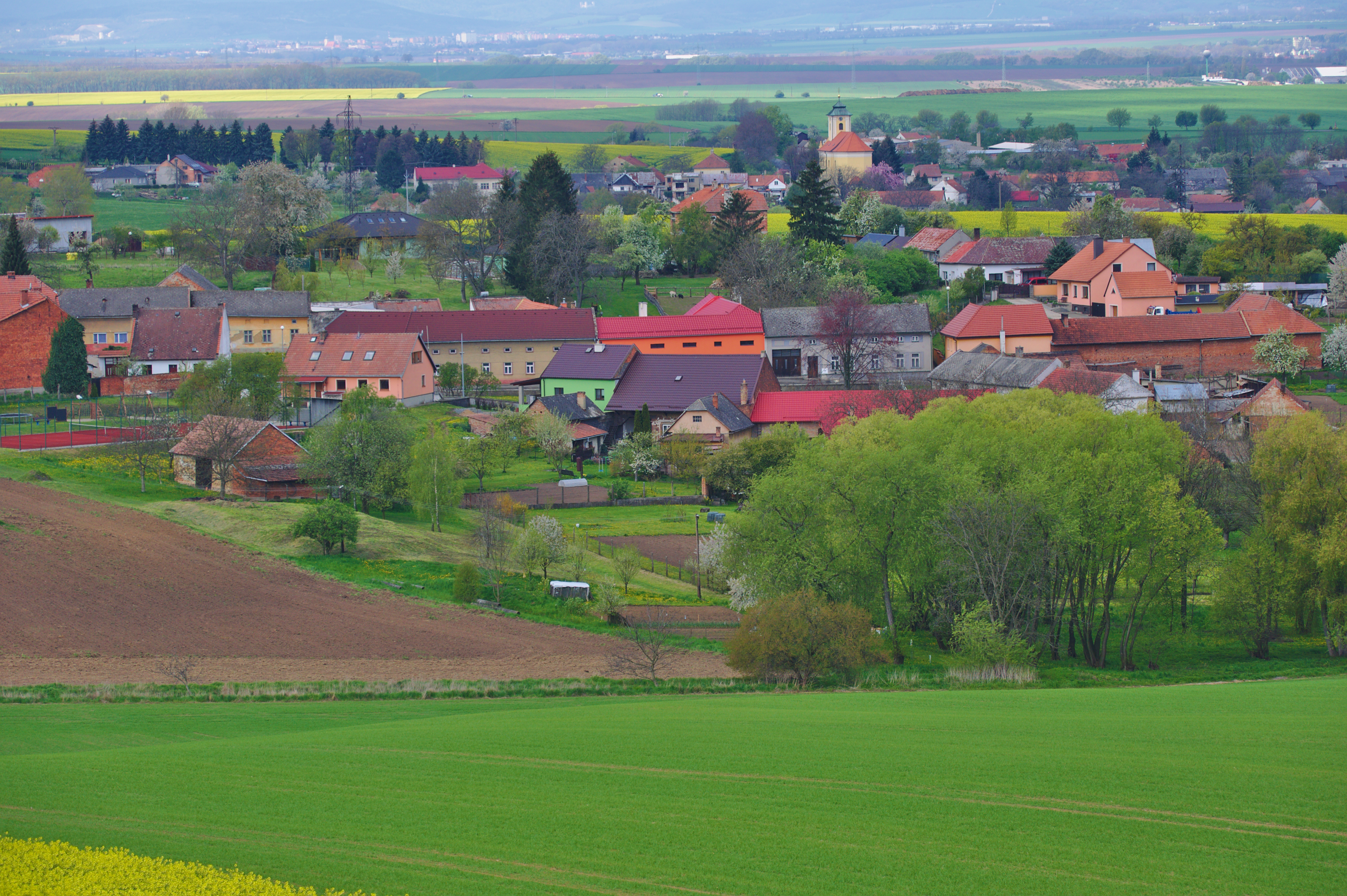
Vue du village depuis le belvédère de Vitčice.

## Transports
Par la route, Srbce se trouve à 6,5 km de Němčice nad Hanou, à 15 km de Kroměříž, à 24 km de Prostějov, à 43 km d'Olomouc et à 260 km de Prague.